# أسامة حسني (ناشط حقوقي)
أسامة حسني (من مواليد 1993) هو ناشط مغربي في مجال حقوق الإنسان المرتبطة بالجمعية المغربية لحقوق الإنسان، وقد اشتهر بعدما تم الزج به في السجن لمدة سنتين بتهم مختلفة لعل أبرزها البلاغات الكاذبة عن الشرطة وإهانة سلامة الدولة والشرطة نفسها.

في 1 يونيو 2014، ألقت الشرطة المغربية القبض على أسامة، مشيرة إلى انه 
 مما أدى إلى حدوث استنفار في الجمعية المغربية لحقوق الإنسان التي طعنت في هذه التهمة رسميا وأكدت على أن محاكمته لم تتم بوضوح، خاصة وأن المدعي العام استلم نسخة غامضة تضم قرار الحكم. وقد أثارت قضة أسامة قلق منظمة العفو الدولية التي صرحت أنها تخشى أن تكون هناك اعتقالات في المغرب بموجب القوانين التي تقمع حرية إهانة الدولة.
قامت منظمة العفو الدولية بتنظيم حملة قصد الضغط على الشرطة المغربية من أجل الإفراج جنبا إلى جنب مع وفاء شرف وهي شابة مغربية ناشطة أيضا في مجال حقوق الإنسان كانت قد تمت إدانتها بـ«تزوير التقارير وتشويه سمعة الشرطة المغربية.»